# هوندا سي بي 450
هوندا سي بي 450(بالإنجليزية: Honda CB450)‏ هي دراجة نارية من تصنيع هوندا.